# NEXT IDOL GRANDPRIX
NEXT IDOL GRANDPRIX（ネクストアイドルグランプリ）は、日本の女性アイドルによるコンテストである。通称「NIG」。

## 概要
2019年に初めて開催されたネクストアイドルの頂点を決定するコンテスト。2020年の開催も決定している。年齢、国籍、プロ、アマチュア、事務所所属は不問。ソロ/グループともに参加可能。NIG2019では当初結成3年未満（2016年4月以降）という条件があったが撤廃されている。
優勝したアイドルには、賞金1000万円に加え、副賞としてMUSIC ON! TV（エムオン!）の情報番組やフジテレビ「Tune」、MixChannel公式生配信番組、ニッポン放送「オールナイトニッポン0(ZERO)」などへの出演や双葉社「EX大衆」に掲載される権利が与えられる。

## 2019年
- WEBエントリー：4月2日 - 8月7日
- 全国予選&説明会：6月16日 - 8月10日、東京・名古屋・大阪・福岡で実施
- 準決勝リーグ：8月15日12時 - 9月10日22時
  - A-Dの4ブロックに分かれ、(1)SNSリツイート数(2)MixChannel内LIVE配信ポイント(3)MixChannel内動画いいね数を加味した成績がブロック上位2組+それ以外の上位4組（合計12組）が決勝進出
  - MixChannel特別枠：上記12組以外で「ミックマ掛け声」を送られた回数が最も多かった1組が決勝進出
  - 敗者復活枠：9月11日12時 - 9月13日22時までのMixChannel内LIVE配信ポイント上位1組が決勝進出
- 決勝リーグ：9月14日12時 - 10月14日
  - (1)SNSリツイート数(2)MixChannel内LIVE配信ポイント(3)MixChannel内動画いいね数(4)最終フェスでの動員観客投票・審査員（5人）投票によりグランプリを決定。

### 最終フェス
2019年10月14日、渋谷ストリームホールにて開催。
- MC：高見奈央、キクチウソツカナイ。
- ゲストライブ：アイドルカレッジ、天晴れ!原宿、FES☆TIVE、26時のマスカレイド

| 出場者               | ブロック         | 受賞                                        |
| -------------------- | ---------------- | ------------------------------------------- |
| モリワキユイ         | Bブロック1位     | グランプリ、Twitter RT部門、動画LIKE部門    |
| 日日是好日           | Aブロック1位     | 2位、ライブ配信部門、決勝大会フェス動員部門 |
| SIR                  | Dブロック        | 3位                                         |
| eletto A             | MixChannel特別枠 |                                             |
| 神風センセーション   | Dブロック        |                                             |
| 栗山夢衣             | Cブロック1位     |                                             |
| 鈴音ひとみ           | Aブロック        |                                             |
| sorotsumo!!          | 敗者復活枠       |                                             |
| CHERRY GIRLS PROJECT | Cブロック        |                                             |
| BABYWOLF             | Cブロック        |                                             |
| bob up.              | Aブロック        |                                             |
| Marble-Maple         | Aブロック        |                                             |
| 民族ハッピー組       | Dブロック1位     |                                             |
| lino_lu              | Bブロック        |                                             |

### 関連番組

#### テレビ
- 「NEXT IDOL GRANDPRIX 前夜祭 -伝説を作るのは君だぁ〜！スペシャルぅ!!-」
  - #1（Kawaiian TV 2019年10月5日、チバテレ 2019年10月6日）※bobup.、鈴音ひとみ
  - #2（Kawaiian TV 2019年10月6日、チバテレ 2019年10月13日）※CHERRY GIRLS PROJECT、栗山夢衣
- 「NEXT IDOL GRANDPRIX 後夜祭」（Kawaiian TV 2019年10月26日、チバテレ 2019年10月27日(#1)・11月3日(#2)）

#### ラジオ
- 「オールナイトニッポン0(ZERO)〜NEXT IDOL GRANDPRIX SP〜」（ニッポン放送 2019年9月29日（28日深夜））[5]
  - パーソナリティ：日日是好日、モリワキユイ、栗山夢衣、民族ハッピー組（準決勝各ブロック1位）
  - アシスタント：ラブレターズ

## 2020年
- 地方予選
  - 名古屋予選（上位2組）
    - WEBエントリー： - 1月23日
    - 準決勝リーグ：1月26日 - 2月12日
    - 決勝リーグ：2月15日 - 3月7日
    - 最終フェス（ボトムライン）：3月7日

  - 福岡予選（上位2組）
    - WEBエントリー： - 6月19日
    - 準決勝リーグ：6月22日 - 7月13日
    - 決勝リーグ：7月17日 - 8月8日
    - 最終フェス（福岡DRUM LOGOS）：8月8日

  - 韓国予選（上位1組）
    - 準決勝リーグ：8月1日 - 22日
    - 決勝リーグ：8月24日 - 9月7日
- 全国本選準決勝
  - 準決勝大会：10月24日
  - 準決勝リーグ：11月1日 - 23日
  - 敗者復活：11月24日 - 30日
- 全国本選決勝リーグ大会
  - 決勝リーグ：12月4日 - 28日
  - 決勝大会（立川ステージガーデン）：12月29日

### 福岡予選
| 出場者       | 準決勝     | 総合順位 | 部門賞                                        |
| ------------ | ---------- | -------- | --------------------------------------------- |
| じーくらむ！ | 総合Pt1位  | 1位      | 審査員投票                                    |
| ルナリウム   | 総合Pt3位  | 2位      | LIVE配信部門賞 動画Like部門賞 TwitterRT部門賞 |
| 1UP          | 総合Pt2位  | 3位      | 審査員投票 実行委員会特別賞                   |
| PLEVAIL      | 総合Pt4位  | 4位      |                                               |
| ハープスター | ミックマ賞 | 5位      | 審査員投票                                    |
| ElfinLily    | ミックマ賞 | 6位      |                                               |
| LunaPalette  | 総合Pt5位  | 7位      |                                               |
| 砂漠の羽羅   | NIG特別賞  | 8位      |                                               |

### 名古屋予選
ゲストグループ：26時のマスカレイド、まねきケチャ
| 出場者               | 準決勝     | 総合順位 | 部門賞                                   |
| -------------------- | ---------- | -------- | ---------------------------------------- |
| ふぇありーているず！ | 総合3位    | 1位      | Twitter RT部門賞 審査員賞 配信ポイント賞 |
| Phantomy             | 総合1位    | 2位      | 動画LIKE賞                               |
| キミのガールフレンド | 総合2位    |          | 特別賞                                   |
| ホームズシック       | 総合4位    |          |                                          |
| マーブル・メイプル   | 総合5位    |          |                                          |
| ACR*0̸                | ミックマ賞 |          |                                          |
| Sparky Shadow        | ミックマ賞 |          |                                          |
| ChawChaw             | NIG特別賞  |          |                                          |

### 決勝
| 出場者                 |                     | 出演順 | 総合順位 | 部門賞                                                                                     |
| ---------------------- | ------------------- | ------ | -------- | ------------------------------------------------------------------------------------------ |
| Peel the Apple         | 総合ランキング1位   | 14     | 1位      | MARQUEE賞 koma’n賞 Beauty Park特別賞 ミクチャ投稿動画LIKE獲得数1位 LIVE配信獲得ポイント1位 |
| さよならステイチューン | 総合ランキング2位   | 13     | 2位      | 決勝フェス動員ポイント1位 関連ツイートRT数1位                                              |
| 杠葉あずさ             | Bブロック1位        | 10     | 3位      |                                                                                            |
| 泡恋                   | 指定アイテム獲得1位 | 12     |          |                                                                                            |
| じーくらむ！           | 福岡予選1位         | 11     |          | VDC Magazine賞                                                                             |
| ふぇありーているず！   | 名古屋予選1位       | 9      |          |                                                                                            |
| ArodnaP                | Aブロック1位        | 8      |          | 実行委員会特別賞                                                                           |
| ルナリウム             | 福岡予選2位         | 7      |          | ミクチャ特別賞                                                                             |
| CHERIE GIRLS PROJECT   | Cブロック1位        | 6      |          |                                                                                            |
| Pretty Ash             |                     | 5      |          |                                                                                            |
| Jewel☆Rouge            |                     | 4      |          |                                                                                            |
| ☆ふるふぃすたぁ☆       | 敗者復活1位         | 3      |          |                                                                                            |
| Phantomy               | 名古屋予選2位       | 2      |          |                                                                                            |
| アイシーユー           | 韓国予選1位         | 1      |          |                                                                                            |

## 2022年
- WEBエントリー：2021年12月28日 - 2022年1月23日[6]
- 準決勝リーグ：1月25日 - 2月14日
- 敗者復活：2月15日 - 17日
- 決勝リーグ：2月18日 - 3月9日
- 最終審査：3月10日

### 決勝
- MC：石橋遼大（四千頭身）、モリワキユイ　From Yamakatsu
- ゲストアイドル：パラディーク、Palette Parade、Peel the Apple、メイビーME
- 審査員：青木宏行（bis編集長）、橋元恵一（@JAM総合プロデューサー）、伊藤賢二郎（Platinum FLASH/FLASHスペシャル編集室長）、影山和美（Ray編集長）、菊竹龍（TIF総合プロデューサー）、松永直幸（アイドル横丁/NATSUZOME共同主催）、中村孔亮（株式会社美少女図鑑代表）

| 出場者                     | 準決勝       | 備考                                              |
| -------------------------- | ------------ | ------------------------------------------------- |
| iSPY                       | Bブロック1位 | グランプリ bis賞                                  |
| momograci                  | 7位          | 準グランプリ                                      |
| コンビニ推進アイドル（仮） | 10位         |                                                   |
| BABY-CRAYON〜1361〜        | Aブロック2位 | 特別賞 Platinum FLASH賞 Ray賞 ライブ配信部門賞    |
| 絶望のポメラニアン         | アイテム1位  |                                                   |
| BANZAI JAPAN               | Cブロック1位 |                                                   |
| リノスタルジア             | Bブロック2位 |                                                   |
| Hey!Mommy!                 | 8位          |                                                   |
| ビジュアリズムプロジェクト | Cブロック2位 | 決勝大会動員部門賞                                |
| ポラライト                 | 敗者復活     |                                                   |
| meowli                     | 敗者復活     |                                                   |
| ROUTE258                   | Aブロック1位 | ミクチャ指定アイテム部門賞 ミクチャ動画LIKE部門賞 |
| No Filter                  | 9位          |                                                   |
| Blue＋                     | 11位         |                                                   |

## 2023年
- WEBエントリー：2022年12月13日 - 2023年1月19日[8]
- 予選[9]：1月20日 - 2月12日
  - LIVE配信PT, 動画LIKE数, Twitter RT数
- 敗者復活[10]：2月17日 - 26日
- 決勝：3月1日 - 22日
  - LIVE配信PT, 動画LIKE数, Twitter RT数, 動員投票数, 審査員投票数
- ゲリライベント最終審査出演順争奪戦[11]：3月8日 - 10日
- 影アナ争奪戦：3月16日 - 17日
- 中間パフォーマンス審査：3月21日
  - TwinBoxGARAGEにて開催。
- 決勝最終審査：3月23日

### エントリー
- Aブロック[12]
  - 異世界アイドル☆パラレルパレード
  - LiL
  - 傾奇隊Team-1
  - KEIV
  - SAI²Rium
  - SweetCherryPeppers
  - はんなり小町
  - Blue+
  - 星屑の海月
  - MiX BeRRY
  - 夜明けのモニュメント
  - Lila
- Bブロック[13]
  - あいびす
  - anew
  - 異世界ノスタルジア
  - いすとわーるど
  - 傾奇隊Team-2
  - 絶望のポメラニアン
  - ZeroProject
  - Nine chocolates
  - ぱろシス。
  - PEARL's
  - PHiZZ
  - VITORON
  - ももにゃん
- Cブロック[14]
  - 有井友歩（横浜少女歌劇団）
  - えあらびゅー
  - おむすびコロコロ
  - 傾奇隊Team-3
  - Glim Assembler
  - COZ39
  - サヤカスター（星紗也華）
  - Next☆Rico
  - 翡翠キセキ
  - ☆ふるふぃすたぁ☆×SUNNYフルーツ
  - ぽけっとファントム
  - MAHΩRAMA
  - りねーじゅにあ
- Dブロック[15]
  - 傾奇隊Team-4
  - 功夫少女
  - Girls Crying in Bathroom
  - きゅーてぃくるっ！
  - CODE-L
  - 4×stAr5
  - Transparents
  - VIXIE
  - feather➹♡
  - HATEandTEARS
  - Mellow giRLs
  - ラジガロ
  - ルージュブック

### 決勝
- MC：高橋みなみ、クロちゃん
- 審査員：青木宏行（bis編集長）、伊藤賢二郎（Platinum FLASH編集室長）、菊竹龍（TIF総合プロデューサー）、橋元恵一（@JAM総合プロデューサー）

| 出場者          | ブロック     | ゲリライベント | 出演順 | 備考                                          |
| --------------- | ------------ | -------------- | ------ | --------------------------------------------- |
| SAI²Rium        | Aブロック1位 | 3位            | 12     | グランプリ 動画LIKE部門賞                     |
| Blue+           | Aブロック2位 | 5位            | 10     |                                               |
| PHiZZ           | Bブロック1位 | 11位           | 1      |                                               |
| ももにゃん      | Bブロック2位 | 13位           | 4      |                                               |
| 翡翠キセキ      | Cブロック1位 | 2位            | 13     | 準グランプリ ミクチャ配信ポイント部門賞 bis賞 |
| りねーじゅにあ  | Cブロック2位 | 12位           | 2      |                                               |
| ルージュブック  | Dブロック1位 | 9位            | 6      | Platinum FLASH賞                              |
| Transparents    | Dブロック2位 | 6位            | 9      |                                               |
| 功夫少女        | Dブロック3位 | 10位           | 5      |                                               |
| 4×stAr5         | Dブロック3位 | 4位            | 11     |                                               |
| Nine chocolates | Bブロック4位 | 8位            | 7      |                                               |
| ZeroProject     | Bブロック3位 | 7位            | 8      | 敗者復活ポイント1位                           |
| Glim Assembler  | Cブロック3位 | 1位            | 14     | 敗者復活アイテム1位 最終審査動員賞            |
| LiL             | Aブロック4位 | 14位           | 3      | 敗者復活ファン増加数1位 決勝辞退              |

## 2024年
- WEBエントリー：2023年11月24日 - 2024年1月23日
- 予選：1月24日 - 2月19日
  - LIVE配信PT、動画LIKE数、ファン投票、パフォーマンス動員投票
- 敗者復活：2月21日 - 3月3日
- 決勝：3月4日 - 28日
  - LIVE配信PT、動画LIKE数、ファン投票、動員投票数（中間・最終）、審査員投票数、エクストラステージ特典
- 中間パフォーマンス審査：3月16日 - 17日
- 決勝最終審査：3月28日
  - 会場：TOKYO DOME CITY HALL

### エントリー
- Aブロック
  - 売れても天狗にならない部。
  - KissBee Next
  - 幻想サイケデリック
  - PATI PATI CANDY...☆
  - Be!Alert
  - PPP
  - プエラの絶対値
  - Milieu
  - ももにゃん
  - ripple link
  - ♯ワールドカオス
  - WONDER*WHITE
- Bブロック
  - Arno
  - おとめの姿しばしとどめむ
  - 柑橘クーベルチュール レモン
  - きゅ～くる
  - クリームソーダ。
  - JADE
  - 4×stAr5
  - ドリームパスポート
  - Party chuuuN!
  - パステル☆カプセル
  - BSJプロジェクト
  - よふかしツインテール
- Cブロック
  - iiiidolll
  - 雨音とアプローズ
  - 柑橘クーベルチュール ライム
  - Croire Grato-クログラ-
  - サルヴァドールの悪魔
  - 空色ソルベ
  - 20日後に名前が決まるアイドルグループ
  - Hi-Fi GirlsProject
  - Fancy Film
  - flawless POP.
  - BOSO娘
  - リノスタルジア
- Dブロック
  - As a Cutie Pomeranian
  - SAI-HATE
  - サポーティア
  - sMASH
  - Tool to
  - Baby inspire
  - 羽島みきプロデュース！アイドルグループ
  - Fuhua
  - MARUKADO
  - miao
  - 恋獄魔法譚ラブマジカ

### 決勝
- 審査員：青木宏行（bis編集長）、伊藤賢二郎（Platinum FLASH編集室長）、菊竹龍（TIF総合プロデューサー）、橋元恵一（@JAM総合プロデューサー）

| 出場者                                                            | ブロック     | ゲリライベント | 出演順 | 結果               |
| ----------------------------------------------------------------- | ------------ | -------------- | ------ | ------------------ |
| プエラの絶対値                                                    | Aブロック1位 | 4位            | 13     | 準グランプリ bis賞 |
| ももにゃん                                                        | Aブロック2位 | 10位           | 7      |                    |
| きゅ〜くる                                                        | Bブロック1位 | 6位            | 11     |                    |
| おとめの姿しばしとどめむ                                          | Bブロック2位 | 14位           | 3      |                    |
| flawless POP.                                                     | Cブロック1位 | 5位            | 12     |                    |
| エピック・エピローグ第3番（20日後に名前が決まるアイドルグループ） | Cブロック2位 | 7位            | 10     |                    |
| MARUKADO                                                          | Dブロック1位 | 1位            | 16     | 3位                |
| Fuhua                                                             | Dブロック2位 | 9位            | 8      | FLASH賞            |
| PATI PATI CANDY...☆                                               | Aブロック3位 | 3位            | 14     | 4位 UP-T賞         |
| As a Cutie Pomeranian                                             | Dブロック3位 | 12位           | 5      |                    |
| Hi-Fi GIRLs PROJECT                                               | Cブロック3位 | 11位           | 6      |                    |
| kimi2muchu（羽島みきプロデュース！アイドルグループ）              | Dブロック4位 | 16位           | 2      |                    |
| miao                                                              | Dブロック5位 | 2位            | 15     | 5位                |
| iiiidolll                                                         | 敗者復活1位  | 8位            | 9      | グランプリ         |
| ドリームパスポート                                                | 敗者復活2位  | 13位           | 4      |                    |
| リノスタルジア                                                    | 敗者復活3位  | 15位           | 1      |                    |

## 2025年
- WEBエントリー：2025年1月22日 - 2月10日
- 予選：2月10日 - 28日[17]
  - LIVE配信+動画pt、動画Like数、ファン投票
- 敗者復活：3月3日 - 7日[18]
- 決勝：3月10日 - 4月1日
  - LIVE配信+動画pt、動画Like数、ファン投票、動員投票数(中間・最終)、審査員投票数、エクストラステージ特典
- 決勝中間ライブ動員審査：3月16日
  - 会場：TwinBoxAKIHABARA
- 決勝最終審査：4月2日
  - 会場：豊洲PIT

### エントリー
- Aブロック
  - PrincessGarden-TOKYO-
  - リノスタルジア
  - かすみん（おこさまぷれ〜と。）
  - Chu-Hapi
  - スプラウト学園 team TOKYO
  - はんなり小町
  - Despair End
  - 幻狂デモクラシー
  - 天使の羽衣
  - リボンのないぷれぜんと
  - ゆあどーる
- Bブロック
  - あいあるちゅーん
  - むげんこんぜ
  - DearLink
  - MPF☆B
  - スプラウト学園 team NAGOYA
  - QueenClrown
  - オルヘルの羽
  - 心粹ユーフォリア
  - アクアウィステリア
  - overwhelm.
- Cブロック
  - 終末のアンセム
  - ももにゃん
  - エピック・エピローグ第3番
  - 4×stAr5
  - TalkieTOKYO
  - Flower＊Hour
  - 夜空のアイクラ
  - ルシフェルの園。
  - vVibe!
  - キミイロカクテル

### 決勝
- 審査員：青木宏行（bis編集長）、上條由香子（株式会社Popteen 取締役）、菊竹龍（総合プロデューサー）、橋元恵一（@JAM総合プロデューサー）
- 公式リポーター：KIMIKA
- MC：クロちゃん、ハシヤスメ・アツコ

| 出場者                         | ブロック     | ゲリライベント | 出演順 | 結果                                                            |
| ------------------------------ | ------------ | -------------- | ------ | --------------------------------------------------------------- |
| PrincessGarden-TOKYO-          | Aブロック2位 | 3位            | 14     | 3位                                                             |
| リノスタルジア                 | Aブロック1位 | 2位            | 15     |                                                                 |
| かすみん（おこさまぷれ〜と。） | Aブロック3位 | 16位           | 1      |                                                                 |
| Chu-Hapi                       | Aブロック4位 | 5位            | 12     |                                                                 |
| スプラウト学園 team TOKYO      | Aブロック4位 | 13位           | 4      |                                                                 |
| あいあるちゅーん               | Bブロック1位 | 9位            | 9      |                                                                 |
| むげんこんぜ                   | Bブロック2位 | 11位           | 6      |                                                                 |
| DearLink                       | Bブロック3位 | 14位           | 3      |                                                                 |
| MPF☆B                          | Bブロック5位 | 10位           | 7      |                                                                 |
| スプラウト学園 team NAGOYA     | Bブロック4位 | 15位           | 2      |                                                                 |
| 終末のアンセム                 | Cブロック1位 | 6位            | 8      | グランプリ                                                      |
| ももにゃん                     | Cブロック2位 | 7位            | 11     | 4位 Popteen賞                                                   |
| エピック・エピローグ第3番      | Cブロック3位 | 4位            | 13     | 5位                                                             |
| 4×stAr5                        | Cブロック4位 | 1位            | 16     | 準グランプリ ミクチャ賞 バトン賞 UP-T賞 Cuugal賞 熱狂ステージ賞 |
| QueenClrown                    | 敗者復活1位  | 8位            | 10     |                                                                 |
| オルヘルの羽                   | 敗者復活2位  | 12位           | 5      |                                                                 |

## NIG FES

### 2022年
- 開催日：2022年3月11日
- 会場：舞浜アンフィシアター
- 出演者
  - SKE48
  - NMB48
  - HKT48
  - STU48
  - ≠ME
  - Appare!
  - クマリデパート
  - さよならステイチューン
  - JamsCollection
  - 透色ドロップ
  - Devil ANTHEM.
  - なんキニ!
  - 虹のコンキスタドール
  - 26時のマスカレイド
  - NEO JAPONISM
  - #ババババンビ
  - パラディーク
  - Palette Parade
  - Peel the Apple
  - 真っ白なキャンバス
  - まねきケチャ
  - ミームトーキョー
  - メイビーME
  - モリワキユイ From Yamakatsu
  - ISPY
  - monogatari
  - BABY-CRAYON〜1361〜

### 2023年
- 開催日：2023年3月23日、24日
- 会場：TOKYO DOME CITY HALL
- 出演者
  - iSPY
  - iLiFE!
  - Appare!
  - アップアップガールズ（2）
  - アンスリューム
  - HKT48
  - SKE48
  - STU48
  - NMB48
  - NGT48
  - かすみ草とステラ
  - キングサリ
  - CYBERJAPAN DANCERS
  - JamsCollection
  - 純情のアフィリア
  - 透色ドロップ
  - 高嶺のなでしこ
  - Task have Fun
  - chuLa
  - Devil ANTHEM.
  - 点染テンセイ少女。
  - 月に足跡を残した6人の少女達は一体何を見たのか…
  - テラス×テラス
  - なんキニ!
  - ≒JOY
  - 2i2
  - 虹のコンキスタドール
  - 虹のコンキスタドール予科生
  - ≠ME
  - ババババンビ
  - ハロプロ研修生ユニット’23
  - Peel the Apple
  - FES☆TIVE
  - FRUITS ZIPPER
  - BABY-CRAYON〜1361〜
  - B.O.L.T
  - MyDearDarlin’
  - 真っ白なキャンバス
  - モリワキユイ
  - Youplus
  - よーよーよー
  - 愛乙女☆DOLL

### カラオケまねきねこ Presents NIG AUTUMN FES 2023
- 開催日：2023年9月7日
- 会場：ZeppDiverCity
- 出演者
  - i-COL
  - アップアップガールズ（2）
  - WENUS
  - UtaGe!
  - STU48
  - CANDY TUNE
  - SAI²Rium
  - JamsCollection
  - #2i2
  - 翡翠キセキ
  - FES☆TIVE
  - MyDearDarlin'
  - 真っ白なキャンバス
  - ♯Mooove!
  - 夜光性アミューズ
  - #よーよーよー
  - ラナキュラ

### 2024年
- 開催日：2024年3月28日、29日
- 会場：TOKYO DOME CITY HALL
- 出演者
  - FES☆TIVE
  - 真っ白なキャンバス
  - NEO JAPONISM
    1. 2i2
    2. よーよーよー
    3. Mooove!

  - かすみ草とステラ
  - 透色ドロップ
  - きゅるりんってしてみて
  - iSPY
  - SAI²Rium
  - Peel the Apple
  - モリワキユイ
  - Wenus
  - Appare!
  - アップアップガールズ（2）
  - アンスリューム
  - INUWASI
  - 衛星とカラテア
  - 虹のコンキスタドール
  - のんふぃく！
  - 夜光性アミューズ
  - おこさまぷれ〜と。
  - FR2PON!
  - NMB48
  - HKT48
  - OCHA NORMA
  - ハロプロ研修生ユニット’24
  - FRUITS ZIPPER
  - CANDY TUNE
  - SWEET STEADY
  - ラフ×ラフ
  - Onephony
  - Asterline
  - RiPoP
  - ≠ME
  - ≒JOY

### 2025年
- 開催日：2025年4月2日、3日
- 会場：豊洲PIT
- 出演者
  - ラフ×ラフ
  - Onephony
  - ≠ME
  - ≒JOY